# Rapimento di un presidente
Rapimento di un presidente (The Kidnapping of the President) è un film statunitense-canadese del 1980 diretto da George Mendeluk.